# ヒト母乳オリゴ糖
ヒト母乳オリゴ糖（ヒトぼにゅうオリゴとう）またはヒトミルクオリゴ糖（英: Human milk oligosaccharides、略称: HMO、ヒトミルクグリカンとも）は、オリゴ糖のグループに属する糖分子で、ヒトの母乳にのみ高濃度で含まれている。

## 存在
ヒト母乳オリゴ糖は、乳糖および脂肪に次いでヒトの乳の3番目に豊富な固体成分（水に溶解または乳化または懸濁）を形成する。HMOは9.9 - 24.9 g/Lの濃度で存在する。構造的に異なる約200種類のヒト母乳オリゴ糖が知られている。母乳中のヒト母乳オリゴ糖の組成は、各母体に個人差があり、授乳期間中に変化する。全女性の80%における主要なオリゴ糖は2'-フコシルラクトースであり、ヒト母乳中には約2.5 g/Lの濃度で存在している。

## 特徴
母乳の他の成分が授乳によって乳児に吸収されるのとは対照的に、HMOは新生児にとっては難消化性である。しかしながら、それらはプレバイオティクス効果を持ち、腸内細菌、特にビフィズス菌の餌となる。これらの腸内細菌が腸内で優勢になることで、病原性細菌とのコロニー化（プロバイオシス）が減少し、それによって腸内フローラ（腸内マイクロバイオーム）が健康に保たれ、危険な腸内感染症のリスクが低減される。
また、最近の研究では、HMOはウイルス感染や細菌感染のリスクを著しく低下させるため、下痢や呼吸器系の病気にかかる機会を減少させることが示唆されている。
HMOのこの保護機能は、特定の細菌やウイルスなどの特定の病原体と接触したときに活性化される。これらの病原体は、腸管細胞の表面にある糖鎖受容体（ヒト細胞の表面にある糖分子がつながった長い鎖の受容体）に自分自身を結合する能力を持っており、それによって腸管粘膜の細胞に感染することができる。研究者らは、HMOがこれらの糖鎖受容体を模倣することで、病原体が腸細胞ではなくHMOに結合することを発見した。これにより、病原体への感染リスクが軽減される。これに加えて、HMOは免疫系の特定の細胞の反応に影響を与え、炎症反応を抑えるようである。また、HMOが未熟児が命に関わる可能性のある病気である壊死性腸炎（NEC）に感染するリスクを減らすことも推測されている。
代謝物の中には、神経系や脳に直接影響を与えるものもあり、長期的には子供の発達や行動に影響を与えうることもある。特定のHMOが子供にシアル酸残基を供給していることを示す研究がある。シアル酸は子供の脳や精神能力の発達に欠かせない必須栄養素である。
HMOは、この母乳中の重要な成分を母乳で育てられていない赤ちゃんに確実に提供するために、ベビーフードのサプリメントとして使用されている。

## 進化
腸内細菌の炭素源としてのプレバイオティクスとしてのHMOの適性を検証するために計画された実験では、HMOがBifidobacterium longum biovar. infantisとして知られている共生細菌に対して高い選択性を持つことが明らかになった。共調節されたグリコシダーゼを含むB. infantis特有の遺伝子の存在と、HMOを炭素源として利用する効率の高さは、HMOの共進化と、選択された細菌がHMOを利用するための遺伝的能力を示唆している可能性がある。

## 酵素合成と大規模生産
ガラクトース転移反応によるHMOの酵素的合成は、大規模生産のための効率的な方法である。ガラクトース転移反応には、p-ニトロフェニル β-ガラクトピラノシド、ウリジン二リン酸ガラクトース、ラクトースなどの種々のドナーを用いることができる。特に、ラクトースは、様々な酵素反応においてドナーまたはアクセプターのいずれかとして作用することができ、チーズ生産からの副加工品として生産されるホエーから多量に入手可能である。しかし、このようなガラクトオリゴ糖の大規模生産については、公表されているデータが不足している。